# Ланг, Генрих Готлоб
Генрих Готлоб Ланг (Heinrich Gottlob Lang, 25 января 1739 — 30 августа 1809 или 1 сентября 1809) — немецкий натуралист, энтомолог, коллекционер минералов.

## Биография
Обучался у дрезденского резчика по камню Штефани. В 1764 году поселился в Аугсбурге. От двух браков (в 1768 и 1775 годах) у него было 11 детей, от которых 4 умерли сразу после рождения. Ланг был одним из первых, кто стремился систематизировать фауну бабочек Аугсбурга и его окрестностей. Он опубликовал свои записи в двух изданиях своего каталога «Verzeichnisses seiner Schmetterlinge, meistens in den Gegenden um Augsburg gesammelt» (1782 и 1789). Для определения видов бабочек в его распоряжении находилась крупная естественнонаучная библиотека Аугсбургского банкира Йозефа Пауля Риттера фон Кобреса. Ланг был одним из самых важных покровителей исследовательской работы Якоба Хюбнера, с которым он тесно сотрудничал.